# 斑秃
斑秃（alopecia areata）又稱圓禿，中醫稱油風，俗稱“鬼剃頭”等，是突然发生无自觉症状的局限性斑状毛髮脫落，但患处皮肤正常。斑秃通常發生在頭皮處，出現脫髮區塊，每個約有硬幣大小。
心理壓力和各種疾病是導致斑禿高風險者患病的可能因素，但大多情況下沒有明顯的觸發因素，患者通常在其他方面都很健康。在少數情況下，會進展至頭皮毛髮全部脫落（全禿，alopecia totalis），或體毛全部脫落（alopecia universalis）。 斑禿有時是永久性的，也可能是暫時的。與常在男性身上發生的脂溢性脫髮不同。
斑禿被認為是一種自身免疫性疾病，由毛囊的免疫豁免受損引起。風險因素包括該病的家族病史。在同卵雙胞胎中，如果一人受到影響，另一人有約50%機會受影響。潛在的機制涉及身體無法識別自己的細胞，隨後發生由免疫系統介導的毛囊破壞。
目前還沒有治癒這種疾病的方法。 一些療法，特別是去炎松注射液和5%米諾地爾外用乳膏，可有效加速毛髮再生。防曬霜、防寒防曬的頭罩和眼鏡（如果缺少睫毛）也被認為可能有幫助。在超過50%的突發性局部“斑片狀”疾病病例中，頭髮會在一年內重新長出。對於只有一個或兩個脫髮區塊的患者，此一年恢復率將達80%。然而，大多數患者在一生中會經歷不止一次發作。在許多患者中，脫髮和再生會在幾年內同時發生。在體毛全部脫落者中的恢復比例不到10%。
約0.15%的人在任何時候受影響，2%的人在某個時間點受到影響。 此病經常在成年之前發作。，且女性受影響的比率高於男性。

## 歷史記載
鬼剃頭一詞由來甚久，《黃帝內經》有“毛拔”、“髮脱”、“髮坠”等病名，《难经》称“毛落”，隋代巢元方的《諸病源候論》說：“人有風邪，有于頭，在偏虛處，則髮失落、肌肉枯死，或如錢大，或如指大，髮不生，亦不癢，故謂之鬼舐頭。”《外科正宗》：“乃血虚不能随气荣养肌肤，故毛髮根空，脱落成片，皮肤光亮，痒如虫行，此皆风热乘虚攻注而然。”《醫宗金鑒》之《外科心法·油風篇》：“此證毛髮幹焦，成片脫落，皮紅光亮……俗名鬼剃頭。”

## 中医解释
中醫學上認為斑禿是「肝腎虧虛」所致，《诸病源候论·鬚髮脱落篇》记载：“足少阳胆之经也，其荣在鬚，足少阴肾之经也，其华在髮，冲任之脉，均为十二经之海，其别络在上唇口；若血盛则荣于鬚髮，故鬚髮美，若血气衰弱，经脉虚竭，不能荣润，故鬚髮秃落。”如細分下去，可得4種病因：
- 血热生风型：即所謂血熱生風，風動髮落，症徵有頭皮瘙癢或蟻走感，有時頭部有灼熱感。[需要可靠醫學來源]
- 阴血亏虚型：《诸病源侯论》曰：“人有风邪在头，有偏虚处，则髮秃落。”[需要可靠醫學來源]
- 气血两虚型[需要可靠醫學來源]
- 瘀血阻滞型：《医林改错》曰：“皮里肉外血瘀，阻塞血路，新血不能养髮，故髮脱落”。医家王清任亦言：“无病脱髮，亦是血瘀”
[需要可靠醫學來源]

## 明星個案
- 碧咸與他妻子也發生過同樣問題,最後作出人工修補。[需要可靠醫學來源]
- 鄭秀文(Sammi)左后腦嚴重脫發致使頭皮外露驚見鬼剃頭。[需要可靠醫學來源]
- 鄭丹瑞「阿旦」發現右額出現了鬼剃頭，慢慢擴散，愈來愈大。[需要可靠醫學來源]
- 衞詩承認因抑鬱所致的鬼剃頭导致甩髮的現象。[需要可靠醫學來源]
- AV女優大澤惠曾因鬼剃頭而戴假髮演出。[需要可靠醫學來源]
- 辛東根在2015年承認自2010年有嚴重脫髮症，所以把頭髮剃光後，會以帽子造型示眾。[需要可靠醫學來源]
- 匹兹堡钢人中線衛Ryan Shazier和籃球員查理·维拉纽瓦天生患有全身性禿髮症（英语：Alopecia universalis），所以全身幾乎沒有毛髮。對全身沒有其他傷害。[需要可靠醫學來源]
- 演员潔達·蘋姬·史密斯2018年诊断出脫髮症，自此剃光头示人。
- 本來挑染成金色長髮的前西貢區議員王卓雅曾在facebook刊登因政治壓力所致的鬼剃頭导致甩髮現象的照片，更寄語所有斑禿或鬼剃頭的患者︰「You are not alone.」